# Réserve écologique des Dunes-de-la-Moraine-d'Harricana
La réserve écologique des Dunes-de-la-Moraine-d'Harricana est située à 30 kilomètres de Val-d'Or. Elle assure la protection d'un écosystème représentatif de la région écologique du haut Saint-Maurice qui est dominée par une sapinière à bouleau blanc et un complexe de dunes et de tourbières.